# Hugo Schmale
Hugo Schmale (* 21. August 1931 in Bochum; † 15. Februar 2023 in Hamburg) war ein deutscher Psychologe und Philosoph. Besonders engagierte sich Schmale in der Experimentalpsychologie und entwickelte zahlreiche  empirisch-psychologische Tests.

## Ausbildung und Werdegang
Hugo Schmale studierte Psychologie und Psychiatrie sowie Philosophie an der Universität Innsbruck. Dort promovierte er 1958 mit einer Arbeit mit dem Titel Die Bedeutung der Oberflächenfarben für die Wahrnehmung. Von 1958 bis 1964 war er wissenschaftlicher Mitarbeiter am Max-Planck-Institut für Arbeitsphysiologie (heute Max-Planck-Institut für molekulare Physiologie) in Dortmund und anschließend bis 1971 an der Technischen Universität München. 1967 folgte die Habilitation. Von 1971 bis zu seinem Ruhestand 1996 war Hugo Schmale Ordinarius für Psychologie an der Universität Hamburg.
Schmale war zweimal verheiratet. Er wohnte im Hamburger Stadtteil Harvestehude.

## Arbeit
Schmale arbeitete wissenschaftlich und betonte immer wieder die Verbindung zur „außeruniversitären Lebenswelt“. Trotz seiner stark empirisch ausgerichteten Arbeiten bezeichnete er sich selbst als „Freudianer“. 1967 publizierte er den BET-Berufseignungstest, der 2013 in der 5. Auflage erschien. In ihm werden verschiedene Grundfunktionen beruflicher Eignung (Wahrnehmungsgenauigkeit, räumliches Vorstellungsvermögen, praktisch-technisches Verständnis, rechnerische und sprachliche Fähigkeiten, opto-motorische Koordination, feinmotorische Geschicklichkeit u. a.) erfasst. Der BET besteht aus 12 Einzeltests, welche in verschiedenen Kombinationen zusammengestellt werden können.
Er entwarf in den 1960er Jahren zahlreiche psychologische Tests für das Jugend-Magazin Twen aus München. Auf der Grundlage seiner wissenschaftlichen Arbeit entwickelte er das Testverfahren für die Online-Partnerbörse Parship, deren Mitbegründer er auch war.

## Publikationen (Auswahl)
- Hugo Schmale: Ortlose Moral: Identität und Normen in einer sich wandelnden Welt (= Zürcher Gespräche). W. Fink, Paderborn; München 2011, ISBN 978-3-7705-5224-5.
- Hugo Schmale, Marianne Schuller, Günther Ortmann, Reingard Kess: Wissen/Nichtwissen (= Zürcher Gespräche). W. Fink, München 2009, ISBN 978-3-7705-4399-1.
- Ernesto Grassi, Hugo Schmale: Arbeit und Gelassenheit: zwei Grundformen des Umgangs mit Natur (= Zürcher Gespräche). W. Fink, München 1994, ISBN 978-3-7705-2907-0.
- Ernesto Grassi, Hugo Schmale: Anspruch und Widerspruch (= Zürcher Gespräche). W. Fink, München 1987, ISBN 978-3-7705-2446-4.
- Ernesto Grassi, Hugo Schmale: Das Gespräch als Ereignis: ein semiotisches Problem (= Zürcher Gespräche). W. Fink, München 1982, ISBN 978-3-7705-2081-7.
- mit Theodor Hettinger und Gerhard Kaminsky: Ergonomie am Arbeitsplatz. 2. Auflage. 1980.